# Urozona buetschlii
Urozona, Urozonidae, Urozonatidae 
Synonymes
- Urozonatidae

Famille
Genre
Espèce
Urozona buetschlii, unique représentant du genre Urozona et de la famille des Urozonidae (ou des Urozonatidae selon les sources), est une espèce de Ciliés dont la classification est incertaine.

## Étymologie
Le nom Urozona, composé du préfixe uro-, « queue », et du suffixe -zona, « ceinture », fait sans doute référence aux attributs de ce cilié doté d'une « ceinture équatoriale » et d'un « unique cil caudal ».
L'épithète spécifique buetschlii fait sans doute référence à Otto Bütschli, naturaliste allemand (1848-1920).

## Description
Urozona buetschlii a une taille, très petite (<<80 µm). Sa forme est ovoïde, mais bien arrondie aux extrémités antérieures et postérieures. Il nage librement. Sa ciliation somatique se présente comme une série de courtes ciliations, formant une seule ceinture équatoriale de cils. Il montre un unique et long cil caudal. Sa région buccale est une sorte de cavité équatoriale profonde avec deux polycinétides buccaux, composées de deux rangées de cinétosomes transversaux à l'axe longitudinal de la région buccale. Il a une scutica de plusieurs cinétosomes en forme de « V ». Son macronoyau est globulaire. Micronoyau, vacuole contractile et cytoprocte sont présents. Il est bactérivore.
Kahl (1931) en fait la description suivante :

« Urozona bütschli a une taille 20 à 25 µm, Schewiakoff donne 30 à 40 µm. Sa forme est ovoïde longue, largement arrondie à l'avant et à l'arrière, avec une constriction équatoriale nette ; les cils sont implantés en rangées longitudinales de cinq à six cils chacune ; ils sont dirigés vers l'avant et battent en faisant un vortex autour du corps ; un autre vortex se forme autour de la petite bouche, qui se trouve également à cet emplacement. Celle-ci possède un rebord saillant et une membrane. Les rangées de cils se poursuivent sur la partie non ciliée, sous forme de fines rayures, à l'avant en spirale (de l'arrière gauche à l'avant droit) sur la surface ventrale quelque peu déprimée, à l'arrière méridionalement sur la croupe sphérique. Un cil caudal est présent, à gauche, en position subterminale. 
Ce cilié possède une vacuole contractile, un macronoyau rond, à droite, en position subterminale, et un petit micronoyau à l'arrière. Il se nourrit des nombreuses bactéries qui prolifèrent dans les matières sapropèles, qui se transforment en matières putrides. Ces ciliés se meuvent en dansant, comme des essaims de moustiques, sans repos, dans les espaces entre les détritus. »

## Habitat
Urozona buetschlii est un saprobionte d'eau douce.

## Systématique
Le nom valide de ce taxon est Urozona buetschlii | Schewiakoff, 1889.
Le classement de ce taxon varie selon les sources consultées :
| Référence   | Classe            | Sous-classe     | Ordre            | Famille      | Genre   |
| ----------- | ----------------- | --------------- | ---------------- | ------------ | ------- |
| GBIF        | Oligohymenophorea | -               | Scuticociliatida | Urozonidae   | Urozona |
| GBIF        | Prostomatea       | -               | Prostomatida     | Urozonatidae | Urozona |
| Taxonomicon | Oligohymenophorea | Scuticociliatia | Philasterida     | Urozonidae   | Urozona |

Outre le genre Urozona, Lynn (2010) mentionne, dans l’ordre des Philasterida, neuf autres genres incertae sedis (position systématique incertaine), à savoir :
1. Andreula Kahl, 1934
2. Bizonula Corliss, 1960
3. Cryptostomina Fedele, 1938
4. Eurychilum André, 1910
5. Lembadionella Kahl, 1933
6. Ptyssostoma Hentschel, 1927
7. Pusilloburius Corliss, 1979
8. Rhinodisculus Mansfeld, 1923
9. Sertumia Tucolesco, 1962

## Publication originale
- (de) W. Schewiakoff, « Beiträge zur Kenntnis der holotrichen Ciliaten », Biblthca zool., vol. 1,‎ 1889, p. 1-77 (ISSN 1608-8700).